# Eugène Jungers
L'écuyer Eugène Jungers, né le 9 juillet 1888 à Messancy en Belgique, décédé le 17 septembre 1958 à Bruxelles en Belgique, est un haut fonctionnaire belge, gouverneur général du Congo belge du 31 décembre 1946 au 1er janvier 1952. Il est remplacé le 1er janvier 1952 par Léon Pétillon.

## Biographie
Eugène Jacques Pierre Louis Jungers, né le 9 juillet 1888 à Messancy, est le fils de Jean-Pierre Jungers, conseiller à la Cour d'appel de Liège. Il épouse Julie de Meyst le 12 novembre 1910 à Schaerbeek.  
Jungers, après ses études secondaires à l'Athénée d'Arlon, entre à l'Université de Liège. En octobre 1910, il en sort titulaire d'un doctorat en droit.  
Il commence sa carrière africaine l'année suivante, le 27 avril 1911, à Boma (à l'époque capitale du Congo belge), en qualité de magistrat suppléant puis, en 1913, de substitut du procureur du roi. En août 1911, il est nommé juge au tribunal de première instance de Stanleyville. En 1925, il est appelé à la présidence de la cour d'appel de Léopoldville. Le 30 janvier 1932, Jungers est nommé vice-gouverneur général du Congo belge et gouverneur général du Ruanda-Urundi, territoire sous tutelle de la Belgique. Dans ces territoires du Rwanda-Burundi, il œuvre pendant quatorze ans et favorise le développement de l'agriculture et de l'élevage, dans des régions pauvres en richesses minières.  
En juillet 1946, il est nommé ad interim gouverneur général du Congo belge par le prince régent Charles de Belgique, alors que son prédécesseur Pierre Ryckmans demande son retour en Belgique. Le 31 décembre 1946, il devient titulaire à part entière. Il le restera jusqu'au 1er janvier 1952, date à laquelle débute le mandat de son successeur, Léon Pétillon.
Au terme de son mandat de cinq ans, il est nommé président de l'OTRACO et directeur des pêcheries maritimes du Congo. 
Eugène Jungers meurt le 17 septembre 1958 à Bruxelles au terme d'une longue maladie. Il est inhumé le 19 septembre 1958 au cimetière de Woluwe-Saint-Pierre.

## Hommages et distinctions
Il reçoit concession de noblesse d'écuyer pour les services éminents qu'il a rendu à la Belgique et au Congo belge.
Il a obtenu les distinctions suivantes :
- Grand officier de l'ordre de Léopold (Belgique) ;
- Grand officier de l'ordre de la Couronne (Belgique) ;
- Grand officier de l'ordre royal du Lion en 1948 (Congo belge) ;
- Commandeur de l'ordre de l'Étoile africaine (Congo belge) ;
- Étoile de Service en or (Congo belge) ;
- Grand-croix de l'ordre militaire du Christ (Portugal) ;
- Grand-croix de l'ordre de la Couronne de chêne (Luxembourg) ;
- Grand officier de l'ordre de l'Empire britannique ;
- Grand officier de l'ordre du roi Georges de Grèce ;
- Commandeur de la Légion d'honneur (France) ;
- Commandeur de l'ordre de la Couronne d'Italie.